# Iglesia parroquial de St. Marylebone
La iglesia parroquial de st. Marylebone es una iglesia anglicana situada en Marylebone Road, en Londres. Se construyó según el diseño de Thomas Hardwick entre 1813 y 1817. La iglesia actual es la tercera iglesia parroquial de la zona. La primera se encontraba más al sur, cerca de Oxford Street. Esa iglesia fue demolida en 1400, y se construyó una nueva al norte, que se reconstruyó completamente entre 1740 y 1742, convertida en una iglesia no parroquial. Tras el edificio de la iglesia, se encuentra St. Marylebone School, una escuela secundaria de la Iglesia anglicana para niñas.

## Iglesias anteriores

### Primera iglesia
La primera iglesia de la parroquia fue construida hacia 1200 cerca de lo que hoy es Marble Arch, dedicada a san Juan Evangelista.

### Segunda iglesia

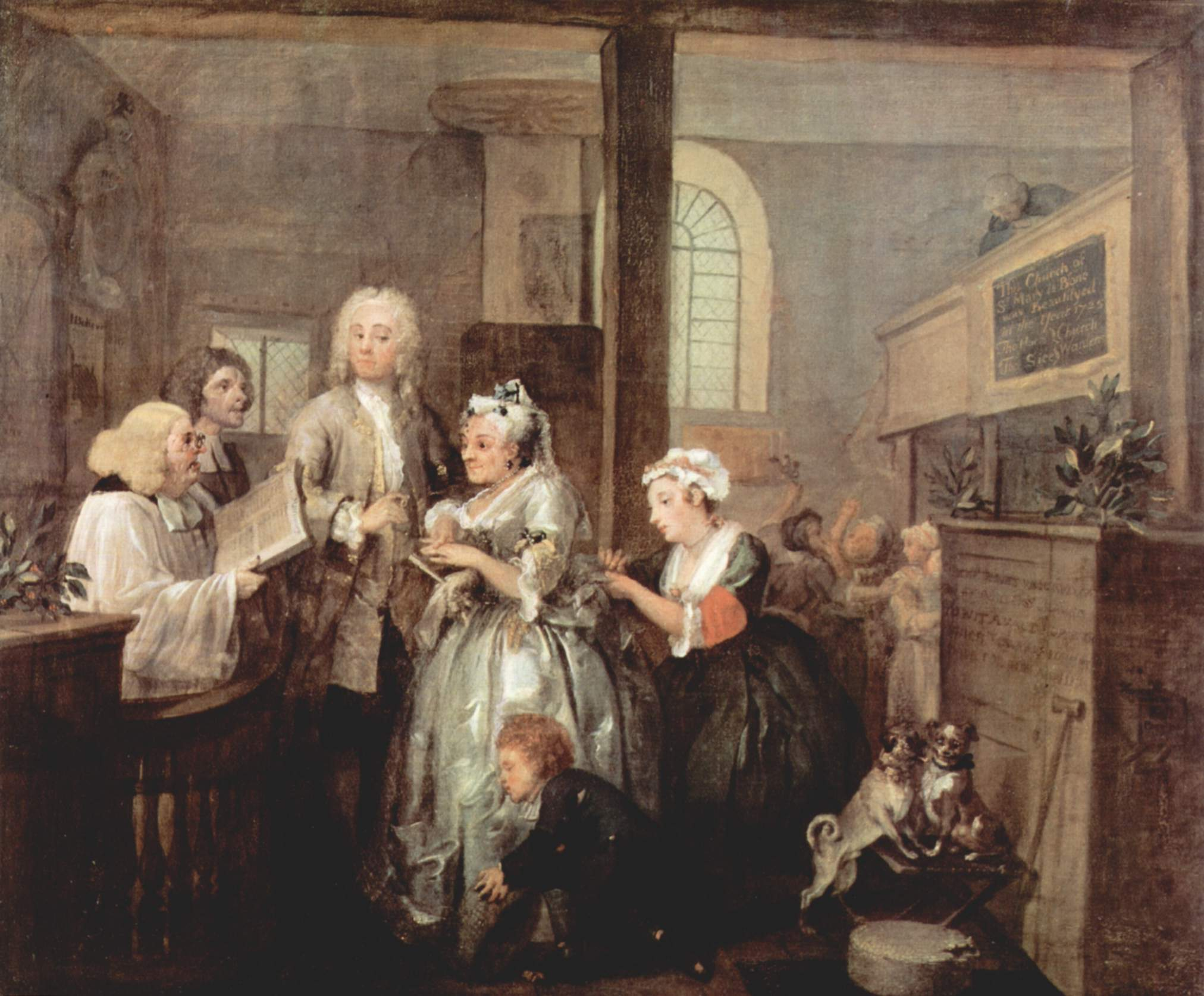
Escena de la boda de la serie de cuadros El progreso del libertino, de William Hogart, que muestra el interior de la segunda iglesia de St. Marylebone. Museo Soane, Londres

En 1400, el obispo de Londres dio a los parroquianos de Marylebone permiso para demoler la iglesia de san Juan y construir una nueva en un lugar más conveniente, cerca de una capilla de reciente construcción que podría utilizarse hasta que se completara la nueva iglesia. El obispo estipuló que debía preservarse el cementerio, pero también permitió la consagración en la nueva ubicación de un segundo terreno para enterramientos. La iglesia se dedicó a la virgen María. Esta nueva iglesia se encontraba más cerca de la zona habitada, en el extremo norte de Marylebone High Street.
En esta iglesia se casó Francis Bacon en 1606, y William Hogarth pintó su interior en el cuadro de la boda de su famosa serie El progreso del libertino (1735). En 1722, su congregación era tan numerosa que necesitó la construcción de una iglesia secundaria, la capilla de Marylebone, hoy iglesia de san Pedro, en Vere Street.
Tras quedar en estado de abandono, esta iglesia fue demolida en 1740.

### Tercera iglesia
En el mismo lugar se inauguró el abril de 1742 una iglesia nueva, de menor tamaño. Era un edificio alargado de ladrillo con un pequeño campanario en el extremo oeste. El interior tenía galería en tres de sus lados. En el nuevo edificio se conservaron algunos monumentos de la iglesia antigua. En 1818 se convirtió en capilla auxiliar de la nueva iglesia, que la sustituyócomo iglesia parroquial. En 1949 fue demolida, y su ubicación, en el extremo norte de Marylebone High Street es hoy un parque público.
En la parroquia vivió y trabajo Charles Wesley, que pidió al rector de St. Marylebone que lo enterrase en el cementerio de la iglesia. Tras su muerte, ocho clérigos de la Iglesia anglicana llevaron su cuerpo a St. Marylebone, y en los jardines de High Street, cerca del lugar de su enterramiento, se colocó una lápida conmemorativa. Su hijo Samuel Wesley fue organista de la iglesia actual.
En este edificio también fue bautizado Lord Byron en 1788. El almirante Horatio Nelson perteneció a esta parroquia, y su hija Horatia fue bautizada en esta iglesia. Richard Sheridan se casó aquí con Elizabeth Ann Linley. En esta iglesia se casaron también el diplomático William Hamilton y Emma Hart, que después se convertiría en amante de Nelson. En St. Marylebone están enterrado el arquitecto James Gibbs y varios miembros de la familia Bentinck, entre ellos William Cavendish-Bentinck, III conde de Portland, que murió en 1809.

## La iglesia actual

### Diseño original
En 1770 se consideró por primera vez la construcción de una nueva iglesia con los planos preparados por el arquitecto William Chambers y el patrocinio del III y IV condes de Portland, propietarios de buena parte de los terrenos de la parroquia, que para entonces ya se había convertido en una rica zona residencial del oeste de Londres, con una población demasiado grande para la iglesia anterior. No obstante, este proyecto se abandonó y el terreno donado para su construcción en Paddington Street se convirtió en un cementerio.
Entre 1810 y 1811 se consiguió una ubicación para construir una capilla auxiliar en el lado sur de la nueva carretera, cerca de Nottingham Place, frente a Regent's Park. Los planos fueron diseño de Thomas Hardwick, discípulo de Chambers, y la primera piedra secolocó el 5 de julio de 1813. Cuando la construcción estaba a punto de completarse, se decidió que este nuevo edificio se convertiría en la iglesia parroquial, por lo que se hicieron ciertas alteraciones en el diseño. En la fachada norte, orientada hacia la nueva carretera, se erigió un pórtico de estilo corintio con ocho columnas basado en el del Panteón de Roma, que reemplazó el pórtico jónico proyectado, de cuatro columnas y coronado por un grupo de figuras. También se construyó un campanario en lugar de la cúpula prevista. No se hicieron cambios en el diseño del interior, pero se abandonó la idea de dedicar parte del terreno a la construcción de viviendas.
La entrada a la iglesia desde el norte consta de tres puertas bajo el pórtico, cada una de las cuales conduce a un vestíbulo. Hay tres ventanas de arco sobre las puertas, y un panel en blanco sobre la central que debía albergar un bajorrelieve que representaba la entrada de Cristo en Jerusalén. La iglesia de Hardwick era de planta básicamente rectangular, con dos pequeñas extensiones tras el frontal de la entrada, y dos alas colocadas en diagonal a ambos lados del altar, originalmente ocupadas por galerías privadas con sillas, mesas y chimeneas. A lo largo de tres de los lados de la iglesia se ubicaban dos filas de galerías apoyadas en columnas de acero. El órgano se colocó sobre el dosel del altar, y en el centro de la caja se abría un hueco arqueado que alojaba una "pintura transparente" de Benjamin West, que representaba la aparición del ángel a los pastores.
El campanario, ubicado sobre el vestíbulo central se eleva 23 m sobre el tejado y unos 37 m sobre el suelo. Consta de tres pisos: el primero, de planta cuadrada, contiene un reloj; el segundo, de planta circular, tiene 12 columnas corintias sobre las que se apoya una cornisa; en el tercero, tres escalones llevan a un círculo compuesto por 8 cariátides separadas por arcos y coronadas por una cúpula y una veleta.
La cripta abovedada, que se extiende bajo toda la iglesia, con catacumbas bajo la parte oeste, se utilizó para enterramientos hasta que se tapió en 1853. Desde 1987, después del traslado de los 850 féretros que contenía al cementerio de Brookwood, en Surrey, ha albergado un centro de curación y orientación.
La iglesia se terminó en 1817, con un coste total de 80 000 libras esterlinas.
El escritor Charles Dickens (1812-1870) perteneció a la parroquia cuando vivía en Devonshire Terrace, y su hijo fue bautizado en esta iglesia (la ceremonia se describe en su novela Dombey e hijo). En St. Marylebone se casaron en 1846 Robert Browning y Elizabeth Barrett, cuyo certificado de matrimonio se conserva en los archivos de la iglesia, y el templo fue uno de los escenarios del rodaje en 1957 de la película The Barretts of Wimpole Street, que cuenta su historia.
El compositor John Stainer escribió el oratorio titulado  La crucifixión específicamente para el coro de St. Marylebone, que lo estrenó el 24 de febrero de 1887. Desde entonces, el oratorio se representa todos los años en la iglesia, normalmente el Viernes Santo.

### Alteraciones posteriores
En 1826 se eliminó la transparencia que había sobre el altar, se redujo la caja del órgano y las galerías privadas se sustituyeron por otras nuevas destinadas a los alumnos de la Escuela Nacional.
En 1882 se hizo un extenso remodelamiento de la iglesia según los nuevos planos de Thomas Harris, que eliminó el muro del extremo y las galerías superiores a los lados de la iglesia —descubriendo toda la longitud de las ventanas, lo que aumentó la iluminación natural—, además de añadir un presbiterio para el coro, con nueva sillería de caoba tallada, y un santuario dentro del nuevo ábside, además de un nuevo suelo de mosaico de mármol, un púlpito de mármol y dos balaustradas. Este nuevo diseño combinó el neoclasicismo con el prerrafaelismo, y añadió una cruz dorada en el techo, sobre el lugar que ocupaba el antiguo altar. Financiadas por suscripción popular, las obras comenzaron en 1884 con la colocación de una lápida memorial en la pared exterior del ábside, y terminaron un año después.

### Posguerra

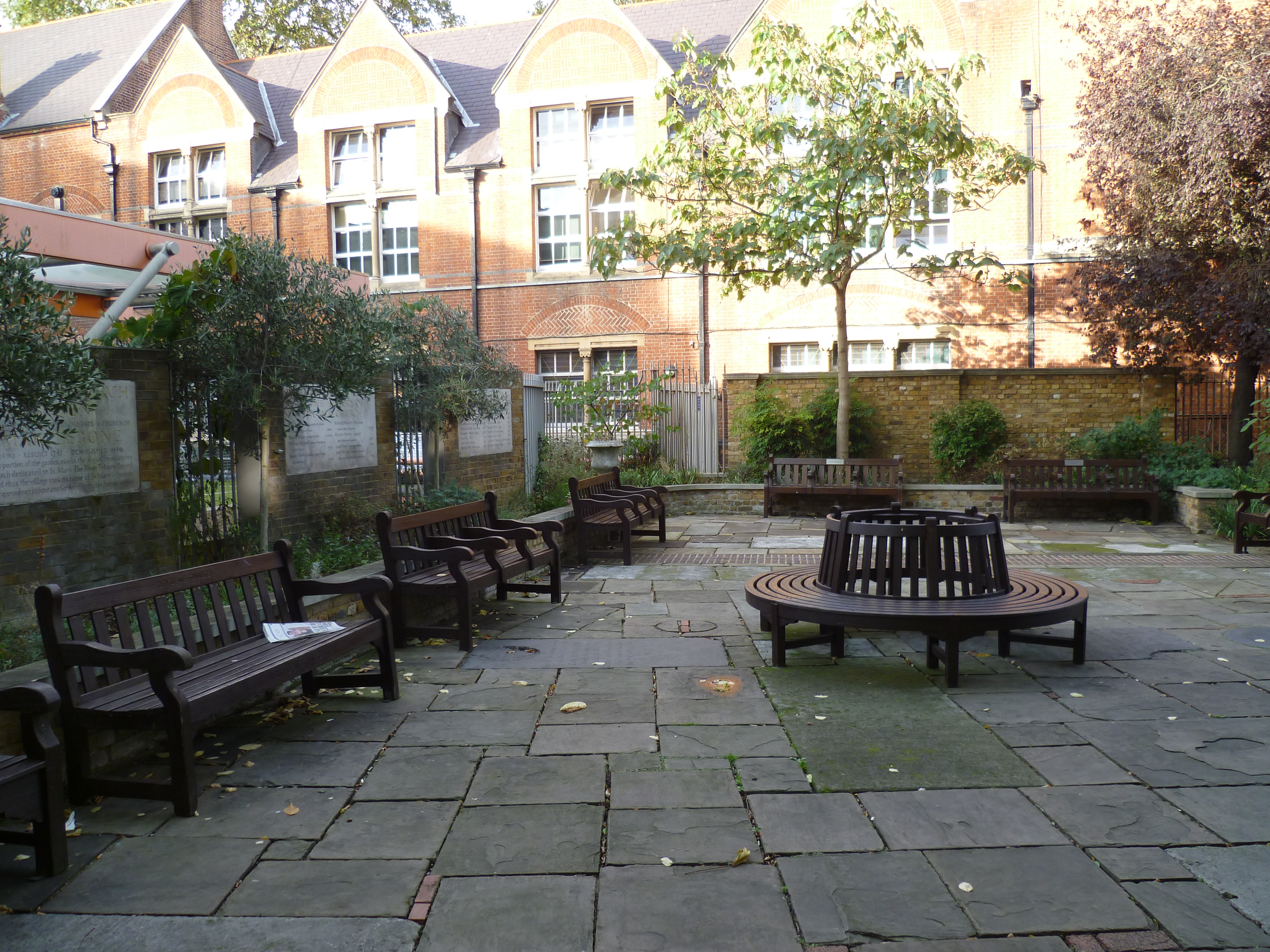
Jardín de reposo adyacente a la iglesia de St. Marylebone, situado sobre el antiguo cementerio

Durante la Segunda Guerra Mundial cayó una bomba en el terreno adyacente, que hizo estallar las vidrieras y perforó el techo tras el retablo, lo que causó el cierre de la iglesia para realizar reparaciones hasta 1949. En las nuevas ventanas se incorporaron fragmentos de las vidrieras originales, y se creó una capilla Browning en la parte posterior para conmemorar el matrimonio de la pareja en St. Marylebone. Esta capilla se convirtió posteriormente en parte de la sacristía, y la capilla se trasladó a un lado de la iglesia, dedicándose a la Sagrada Familia. La capilla original contenía varias piezas de mobiliario de los Browning, que desde entonces han ido desapareciendo.
Actualmente, el antiguo cementerio es un jardín de reposo a cargo de la Ciudad de Westminster.

## Pintura británica contemporánea
En 2013, la iglesia inició una serie de exhibiciones en la cripta de pintores británicos vivos, en colaboración con el colectivo de artistas  Contemporary British Painting.